# Instrumenty polityki gospodarczej
Instrumenty polityki gospodarczej – każda zmienna, która może być kontrolowana przez polityków, ma wpływ na zmienne uprzednio uznane za cele tej polityki oraz cechuje się odrębnością od innych narzędzi. Trzema warunkami uznania zmiennej za instrument polityki gospodarczej są więc: możliwość kontrolowania, skuteczność i niezależność. Instrumenty ogólnoekonomiczne, które są stosowane przez wszystkie podmioty, nazywamy instrumentami adresowanymi. Te, które są używane w ramach określonej dziedziny polityki gospodarczej, określamy mianem instrumentów wyspecjalizowanych. Do grupy narzędzi polityki gospodarczej zaliczamy nie tylko instrumenty mające charakter makroekonomiczny, ale również instrumenty mikroekonomiczne, stanowiące aparat regionalnej polityki państwa np. finansowe wspieranie regionów, akcje informacyjne w regionach.
Przyjmując kryterium charakter (rodzaj) narzędzia, instrumenty polityki gospodarczej można podzielić na:
- Narzędzia ekonomiczne (parametryczne):
•	Ceny rynkowe, urzędowe, regulowane
•	Stawki taryfowe, celne, ubezpieczeniowe
•	Premie
•	Subwencje, dotacje
•	Ulgi podatkowe
- Narzędzia pozaekonomiczne (nieparametryczne):
•	Administracyjne – zarządzenia i uchwały organów władzy o charakterze imperatywnym (nakazy, zakazy), koncesje i limity, licencje, zezwolenia, narzędzia polityki kadrowej (kształcenie, przeszkolenie), koordynowanie, etatyzacja i deetatyzacja, przydziały (lokali, terenów), rozdzielnictwo, reglamentacja, zalecenia (bhp, przeciwpożarowe)
•	Prawne – akty normatywne, normatywy techniczne dotyczące konstrukcji i eksploatacji środków trwałych
•	Informacyjne – informacje o sytuacji popytowo-podażowej, prognozy demograficzne, informacje o spodziewanych zmianach strukturalnych, funkcjonalnych, przestrzennego zagospodarowania, bilansach materiałowo-surowcowych w gospodarce narodowej i na świecie, informacje o spodziewanych bilansach pieniężnych dochodów i wydatków ludności
•	Moralne – odznaczenia, wyróżnienia, apele nakłaniające do określonych postaw

Stosując kryterium sposobu oddziaływania organów władzy można wyróżnić:
- Oddziaływanie bodźcowe (pośrednie) - realizowane za pomocą narzędzi ekonomicznych i części pozaekonomicznych (przede wszystkim moralnych i niektórych informacyjnych), są również dzielone na: politykę fiskalną, politykę pieniężną i politykę kursową,
- Oddziaływanie imperatywne (bezpośrednie)- realizowane za pomocą narzędzi administracyjno-prawnych (nakazów, zakazów i decyzji – np. racjonowanie konsumpcji, kwoty importowe, czy kontrola płac i cen).

Instrumenty polityki gospodarczej można podzielić również na:
- Instrumenty dyskrecjonalne (środki uznaniowe) – użycie takiego instrumentu wymaga każdorazowo podjęcia decyzji politycznej, co często wydłuża okres ich wprowadzania oraz może prowadzić do reagowania w sposób krótkowzroczny; pozwalają jednak wybrać rozwiązanie optymalne,
- Instrumenty automatyczne (automatyczne reguły) – instrument działa samoczynnie po wystąpieniu określonych zdarzeń; zaliczamy do nich automatyczne stabilizatory koniunktury, które nie podlegają bieżącej polityce, choć zarzuca się im usztywnianie polityki gospodarczej.